# Daniel Turcea
Daniel Turcea (Târgu-Jiu, 22 de julio de 1945 - 28 de marzo de 1979) fue un poeta rumano. 
Cursó estudios secundarios en el liceo Nicolae Balcescu de Piteşti y se graduó en el Instituto de Arquitectura "Ion Mincu" de Bucarest en 1968. Sus comienzos literarios tuvieron como escenario la revista Amfiteatru. 